# Jani Allan
Pour les articles homonymes, voir Allan.
Jani Allan, née le 11 septembre 1952 à Gauteng et morte le 25 juillet 2023 à Newtown (comté de Bucks, Pennsylvanie), est une journaliste sud-africaine. 
Elle est une chroniqueuse célèbre et très médiatisée. Elle défraie régulièrement la chronique pour des articles controversés et provocateurs et pour ses relations personnelles ambigües.
Jani Allan est chroniqueuse pour le journal centriste, The Sunday Times, le plus important hebdomadaire du pays, de 1980 à 1989. Elle contribue par la suite  de nombreux médias britanniques et sud-africains. 

## Biographie
Jani Allan est adoptée à l'âge d'un mois par un couple anglo-sud-africain aisé, John Murray Allan, un ancien rédacteur en chef adjoint du quotidien de Johannesburg, The Star et Janet Sophia Henning, une antiquaire de Randburg. Son père adoptif meurt lorsqu'elle a dix-huit mois et sa mère se remarie avec Walter Eric Monteith Fry. La famille vit à Randburg avant de déménager à Sandton. Jani Allan fréquente les écoles primaires Franklin D. Roosevelt et de Blairgowrie à la même époque que l'écrivain Rian Malan, puis Roedean School (en) et Greenside High School (en). 
D'après sa mère, elle est une enfant douée, particulièrement pour la musique. Elle est une musicienne prodige : elle a une formation de pianiste classique et, encore enfant, elle enregistre un concert de piano pour la télévision et fait ses débuts dans l'Orchestre symphonique de Johannesburg à l'âge de dix ans,.
Elle est diplômée de l'université du Witwatersrand, notamment en Beaux -Arts. Le galeriste Trevor Coleman lui organise une exposition personnelle. 

### Carrière
Avant de devenir journaliste, Jani Allan travaille comme modèle photographique et enseigne l'art et l'anglais. Elle publie une série de critiques de musique classique pour le quotidien The Citizen.

#### The Sunday Times(1980-1989)
Jani Allan travaille pour le journal The Sunday Times entre 1980 et 1989. 
Elle écrit d'abord des chroniques et des critiques musicales (Radio Jani). En 1986, elle publie Jani Allan's Week, sur les événements glamour de la jet set sud-africaine avec des interviews de personnalités.
L'année suivante, elle se trouve à Maurice pour un reportage sur la pêche quand le vol 295 de la South African Airways s'écrase sur l'île, ne faisant pas de survivants. Avec son collègue Geoff Allan, ils sont les premiers journalistes sur place et publient un reportage conjoint dans le Sunday Times.
Elle est désignée comme « La personne plus admirée » dans un sondage de Gallup en 1987.
In 1988, sa rubrique Jani Allan's Week est remplacée par Face To Face, avec une orientation politique plus marquée. A cette époque l'Afrique du Sud est de plus en plus isolée au niveau international à cause de sa politique d'apartheid. Dans ce contexte, Jani Allan rencontre les principaux acteurs politiques du pays, comme Eugène Terre'Blanche, Winnie Mandela, Denis Worrall et Mangosuthu Buthelezi.
À la suite d'une tentative d'assassinat sur sa personne, dans son appartement à Johannesbourg en 1989, elle quitte le pays pour vivre en Angleterre. A Londres, elle travaille pour des journaux comme l'Evening Standard, The Sunday Times, et The Spectator mais continue de travailler à distance pour la presse sud-africaine, notamment dans la rubrique Jani at large - Jani Allan - reporting from London.
Après un exil britannique de six semaines, elle retourne à Johannesbourg mais, peu de temps après, on lui demande de démissionner en raison d'une liaison supposée avec Eugène Terre'Blanche, le leader pro-apartheid. Sa collaboration avec le Sunday Times prend fin en septembre 1989.

#### Londres (1990-1996)
Jani Allan retourne à Londres. En 1990, elle est une chroniqueuse régulière pour l'hebdomadaire sud-africain Scope où elle a une rubrique à son nom, Jani Allan et publie occasionnellement dans le Sunday Times de Londres des interviews de personnalités et des papiers d'opinion.
En 1992, elle réclame à Channel 4 des dommages-intérêts pour la diffusion d'un documentaire par Nick Broomfield concernant cette prétendue aventure avec Eugène Terre'Blanche, le chef de file du Mouvement de résistance afrikaner.
Plus tard, elle travaille aussi pour South African Broadcasting Corporation et l'agence de presse londonienne de Cliff Saunders, l'Evening Standard, the Spectator, le Daily Mail, The Salisbury Review et Searchlight.

#### Retour en Afrique du Sud (1996-2001)
Jani Allan retourne en Afrique du Sud en 1996 où elle fait aussitôt la couverture du magazine Style . Elle anime sur Cape Talk Radio, une émission de divertissement Jani's World où elle reçoit des personnalités politiques. Puis elle lance le site web Cyberjani pour Mweb, un fournisseur internet. Elle affiche son intention d'y publier « toute la vérité impropre à l'impression et également offensante à gauche, à droite et au centre ». 
Son émission devient une des plus populaires de la station, mais est aussi controversée depuis qu'en septembre 1999 Jani Allan rapporte des opinions antisémites, homophobes et racistes de l'extrémiste de droite américain Keith Johnson. Bien qu'elle se distancie des propos de Keith Johnson et présente ses excuses aux auditeurs juifs, elle est licenciée en octobre 2000.

#### Les États-Unis (2001–2012)
De 2004 à 2005, Jani Allan écrit en free-lance pour différentes publications, dont le WorldNetDaily. 
En 2006, son article controversé sur Terre'Blanche est republié dans le livre A Century of Sundays: 100 Years of  Breaking News in the Sunday Times. Le livre contient aussi un reportage sur le recours en diffamation.

#### Après 2013
Après une pause prolongée, Jani Allan revient dans le secteur des médias sud-africains en 2013, en se réinventant en tant que diariste de restaurant[pas clair] et défenseure des droits des animaux[réf. nécessaire].  
Jani Allan continue d'être présente sur la scène médiatique, elle ouvre un compte Twitter, tient un nouveau blog, My Grilling Life, un site web  éponyme, fait l'objet de plusieurs reportages dans des magazines (Dekat, Mail & Guardian, Sunday Times ...), 
En octobre 2014, le Daily Maverick publie une chronique de Jani Allan intitulée I refuse to be the poster child of slut-shaming sur la façon dont les femmes journalistes sont traitées en Afrique du Sud, en partant de sa propre expérience dans l'affaire Terre'Blanche.
Elle écrit dans de nombreux périodiques, de manière régulière pour BizNews, puis Epoch Time, Russia Today.
Son livre de mémoire, Jani Confidential paraît en 2015. Des extraits en sont publiés dans Fair Lady, The Weekend Argus , Rapport, the Sunday Tribune, le Sunday Independent et The Star.
Jani Allan continue d'écrire des articles d'opinion indépendants pour des publications sud-africaines et depuis 2018, écrit de manière semi-régulière pour le journal new-yorkais, Epoch Times. 

#### L'affaire Oscar Pistorius
Le 14 avril 2014, Jani Allan publie une virulente lettre ouverte à Oscar Pistorius.  Elle le compare à Eugène Terre'Blanche, le traite de faux héros et suggère qu'il a pris des cours de théâtre en préparation de sa comparution devant le tribunal. La famille d'Oscar Pistorius dément l'information relative aux cours de théâtre mais l'article est relayé par plusieurs journaux dans le monde entier,,,,et devient rapidement viral. Après avoir lu l'article, une travailleuse sociale, Yvette van Schalkwyk, convaincue de la sincérité d'Oscar Pistorius, décide de témoigner en sa faveur lors du procès.

#### L'affaire Eugène Terre'Blanche et le procès en diffamation
Le 31 janvier 1988, le Sunday Times publie l'interview du militant d'extrême droite et chef de file de l'Afrikaner Weerstandsbeweging (Mouvement de résistance afrikaner, AWB), Eugène Terre'Blanche, par Jani Allan dans sa rubrique Face to Face. Elle en dresse un portrait flatteur et avoue avoir été captivée : « Là maintenant, je dois me souvenir de respirer... Je suis empalée sur les flammes bleues de ses yeux de chalumeau ». Elle assiste par la suite, officiellement, à des rassemblements de l'AWB.
Plus tard elle affirme n'avoir pas entendu parler de lui précédemment et regrette les termes de son article qui ont été interprétés, à tort, dit-elle, comme une admiration politique. Plus tard, elle confie que la publication de cet article a détruit sa carrière en Afrique du Sud. Elle qui était une personnalité reconnue, vénérée, s'est vue rejetée, harcelée et, finalement, licenciée en septembre 1989,.
En 1992, Jani Allan poursuit le radiodiffuseur britannique Channel 4, pour diffamation, à la suite de la diffusion du documentaire The Leader, His Driver and the Driver’s Wife qui affirme qu'elle a eu une liaison avec Eugène Terre'Blanche. L'affaire suscite un intérêt médiatique intense en Grande-Bretagne et en Afrique du Sud.
Jani Allan finalement perd le procès le 5 août 1992. Le juge estime qu'il n'y a pas diffamation mais ne se prononce pas sur le fait qu'il y ait eu une liaison ou non.

#### Accusations d'espionnage
En 2000, l'employeur londonien de Jani Allan et journaliste de la SABC, Cliff Saunders, apparaît avoir travaillé pour les services de renseignement sud-africains et aurait recruté Jani Allan pour espionner les activités du Parti Inkatha de la liberté de 1995 à 1996, ce qu'elle reconnaît à demi, admettant avoir été une espionne involontaire à Londres,.

### Vie privée
Jani Allan a été l'épouse de l'homme d'affaires Gordon Schachat de 1982 à 1984. En 2002, elle épouse Peter Kulish, un partisan américain de la thérapie biomagnétique. Ils divorcent en 2005.
En 1994, elle devient une chrétienne born-again. 
En juillet 2017, après plusieurs petits emplois alimentaires, elle est sans travail et fait face à des difficultés financières qu'elle expose dans un article dans lequel elle dénonce aussi l'âgisme qui règne dans le monde du travail. Son article est largement disséminé et soulève l'empathie de ses admirateurs qui lancent une campagne de crowfunding pour la soutenir.
Jani Allan habitait aux États-Unis depuis 2001, où elle est résidente permanente.

## Publications
- Face Value (Longstreet, 1983)  (ISBN 0-620-07013-7)
- Jani Confidential (Jacana, 2015)  (ISBN 9781431420216)